# Iges Lapé
Pas d'image ? Cliquez ici

a Compétitions nationales et continentales officielles uniquement.

Dernière mise à jour le 12 juillet 2025.
Iges Lapé, né le 6 septembre 1996, est un joueur français de rugby à XV évoluant au poste de pilier.

## Biographie
Igés Lapé rejoint les équipes de jeunes du FC Grenoble en 2012, en provenance du CA Saint-Raphaël Fréjus.
Alors qu'il est membre de l'équipe espoir, il joue ses premières rencontres professionnelles à la fin de la saison 2017-2018, participant notamment à la demi-finale puis à la finale,. Le club isérois s'incline en finale et se classe donc à la 2e place du championnat, mais Lapé n'est pas retenu sur la feuille de match suivante dans le cadre du barrage disputé contre l'US Oyonnax.
En fin de contrat à l'issue de cette saison, Lapé donne son accord au Rennes EC, tout juste promu en Fédérale 1, ; néanmoins, il signe un contrat de deux saisons en faveur de l'US Dax, évoluant également en 1re division fédérale,.
Non reconduit au terme de la saison 2019-2020, interrompue par la pandémie de Covid-19 en France, il rejoint le RC Surenses dans la même division, où il dispute la saison inaugurale de Nationale.
La saison suivante, il s'engage au Stade métropolitain en Fédérale 1,.
Il fait son retour en 2023 dans son club formateur du CARF,.

## Palmarès
- Championnat de France de 2e division :
  - Vice-champion : 2018 avec le FC Grenoble.